# Rivulus jalapensis
Rivulus jalapensis är en fiskart som beskrevs av Costa 2010. Rivulus jalapensis ingår i släktet Rivulus och familjen Rivulidae. Inga underarter finns listade i Catalogue of Life.